# Alm (fiume)
L'Alm è un fiume dell'Austria tributario del Traun. Il corso del fiume tocca la regione del Salzkammergut, bagnando tra le altre le località di Grünau im Almtal, Scharnstein e Vorchdorf.